# Chelsea Kane
Chelsea Kane Staub (født 15. september 1988 i Phoenix, Arizona) er en amerikansk skuespiller og sanger. Hendes første rolle var i filmen fra 2007 Bratz: The movie. Hun er bedst kendt for sin rolle som Stella Malone i Disney Channels serie JONAS. Hun er også med i den ny Disney Channel film, Starstruck. Og i rollen som Harper som ung i Elixir.